# Ghiacciaio Robb
Il ghiacciaio Robb è un ghiacciaio lungo circa 70 km situato nella regione sud-occidentale della Dipendenza di Ross, nell'Antartide orientale. Il ghiacciaio, il cui punto più alto si trova a circa 2100 m s.l.m., si trova nei monti della Regina Elisabetta, sulla costa di Shackleton, e fluisce verso nord a partire dal versante settentrionale del picco Clarkson, scorrendo tra le creste Softbed, a ovest, e la cresta Benson, a est, e costeggiando per un tratto il ghiacciaio Lowery, per poi virare verso ovest ed entrare nella barriera di Ross. Nel suo percorso, il flusso del ghiacciaio Robb viene arricchito da quello di diversi suoi tributari, come i ghiaccai Bondeson e Cleaves.

## Storia
Il ghiacciaio Robb è stato così battezzato dal comitato neozelandese per i toponimi antartici in onore di Murray Robb, leader della spedizione neozelandese di esplorazione antartica svolta nel periodo 1959-60, che attraversò questo ghiacciaio per raggiungere il Lowery.